# Vladimir Ghika

Monseniorul Vladimir Ghika

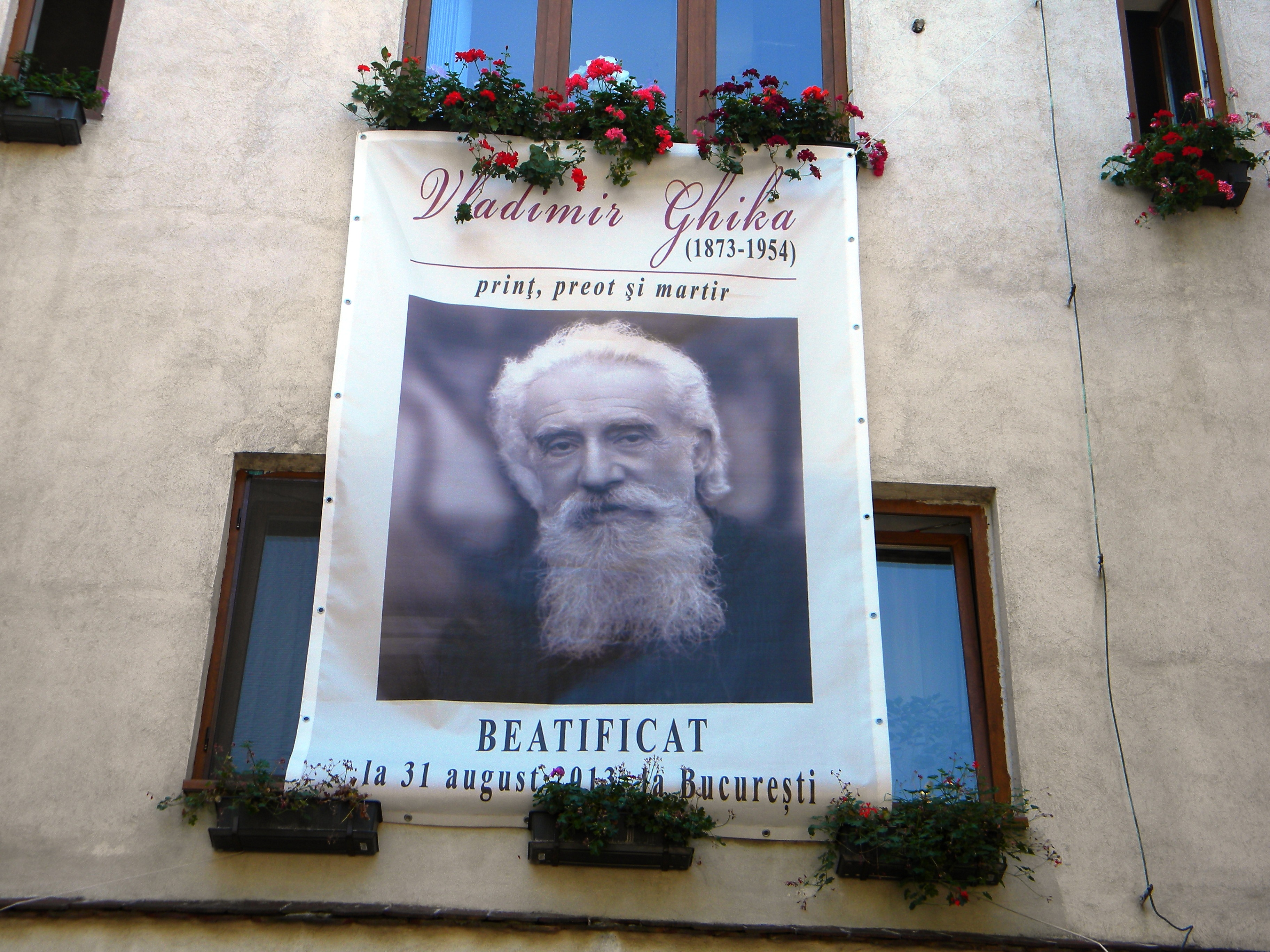
Fericitul Vladimir Ghika

Monseniorul Vladimir Ghika (n. 25 decembrie 1873, Constantinopol, Imperiul Otoman – d. 16 mai 1954, Jilava, Regiunea București, România) a fost un prinț, diplomat, scriitor, om de caritate, preot catolic român (biritual: latin și bizantin), nepotul lui Grigore Alexandru Ghica, ultimul principe al Moldovei. Tatăl lui Vladimir Ghika a fost Ioan Grigore Ghica, diplomat, ministru de externe si al apărării al României. Unul dintre frații monseniorului a fost Dimitrie I. Ghica. Monseniorul Vladimir Ghika a fost beatificat pe data de 31 august 2013, la București, în cadrul unei slujbe religioase solemne desfășurate la pavilionul Rom-Expo. În același an a fost ales  membru post-mortem al Academiei Române.

## Biografie
S-a născut în ziua de Crăciun a anului 1873 la Constantinopol (astăzi Istanbul – Turcia), a fost nepotul ultimului domnitor al Moldovei, principele Grigore V. Ghica Vodă (1849-1856), fiul lui Ioan Ghica (general de divizie, ministru plenipotențiar) și al Alexandrinei Moret de Blaremberg (descendentă din Henric al IV-lea, regele Franței).
A avut patru frați și o soră: Grigore - ce a murit la o vârstă fragedă, Alexandru, Gheorghe și Ella - morți și ei de tineri, și Dimitrie (1875-1967).
A fost botezat și miruit ortodox, mama sa fiind o credincioasă foarte atașată de Biserica Ortodoxă, tatăl său fiind în acea perioadă ministru plenipotențiar al României în Imperiul Otoman.
În anul 1878 este trimis la școală în Franța, la Toulouse, și va fi lăsat în grija unei familii protestante în ceea ce privește educația și practica religioasă, deoarece în zonă nu exista nici o biserică ortodoxă. O va termina în anul 1895, după care va urma la Paris Facultatea de Științe Politice. În paralel va frecventa cursuri de medicină, botanică, artă, litere, filozofie, istorie și drept.
Se întoarce în România datorită anghinei pectorale, unde își va continua studiile până în 1898 când merge la Roma unde va urma Facultatea de Filosofie-Teologie a dominicanilor în Roma, Angelicum. Este în această perioadă (1902) când, după un misterios discernământ, pentru a fi „și mai ortodox” face profesiunea de credință catolică spre stupoarea mamei sale care rămâne până la moarte contrară deciziei fiului său.
Dorea să devină preot sau călugăr, însă Papa Pius al X-lea l-a sfătuit să renunțe la idee, măcar pentru o perioadă, și să se dedice apostolatului ca laic. Și-a desfășurat activitatea extraordinară în toată lumea, la București, Roma, Paris, Congo, Tokyo, Sidney, Buenos Aires… Mai târziu, în glumă, papa Papa Pius al XI-lea îl va numi „marele vagabond apostolic”. Devine astfel unul din pionierii apostolatului laical.
Întors în țară, se dedică operelor de caritate și deschide primul dispensar gratuit Bethleem Mariae la București, pune bazele marelui spital și sanatoriu Sf. Vincențiu de Paul, înființând astfel primul spital gratuit din România și prima ambulanță, devenind fondatorul primei opere catolice de caritate din România.
Participă la serviciile sanitare în războiul balcanic din 1913 și se dedică fără frică îngrijirii bolnavilor de holeră la Zimnicea.

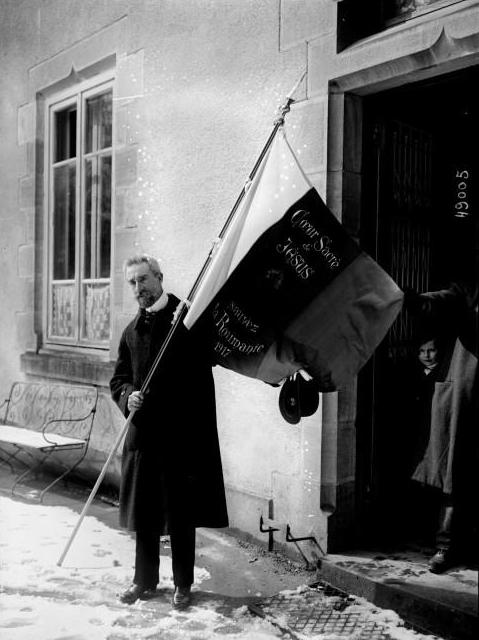
Vladimir Ghika poartă drapelul cu ecusonul Preasfintei Inimi a lui Isus din România la Paray-le-Monial (dep. Saône-et-Loire din Franța, 27 martie 1917)

În timpul Primului Război Mondial s-a ocupat, de misiuni diplomatice, de victimele cutremurului de la Avezzano, de tuberculoșii din ospiciul din Roma, de răniții de război, trecând de la ambientele diplomatice la cele populare cu o naturalețe surprinzătoare.

Documentul oficial prin care Sfântului Scaun îl numește pe Vladimir Ghika, Protonotar Apostolic

În 7 octombrie 1923 este sfințit preot la Paris de Cardinalul Dubois, arhiepiscopul locului; își va desfășura ministerul sacerdotal în Franța până în 1939.
Sfântul Scaun i-a acordat la scurt timp după hirotonire dreptul de a celebra și în ritul bizantin. Prințul Ghica a devenit astfel primul preot român biritual din Vechiul Regat.
I se încredințează o parohie într-o comună muncitorească din suburbia Parisului, Villejuif, reușind să-și împlinească apostolatul și chiar să întemeieze o nouă parohie (Sfânta Tereza) în ciuda șicanelor municipalității comuniste care îl poreclește Monseigneur le curé ("monseniorul preot") în loc de Monsieur le curé cum se spune în mod obișnuit în Franța. În 1930, când se îmbolnăvește, este retras și este numit Rectorul Bisericii Străinilor din Paris.
În 1924 întemeiază o societate auxiliară de misiuni, Opera Fraților și Surorilor Sf. Ioan și cumpără o clădire dezafectată a unei foste închisori pentru femei în acest scop (cu secole în urmă fusese o mănăstire); din motive financiare se va vinde și membrii se vor dispersa.
La 13 mai 1931 este numit de Papa Protonotar apostolic. Ezită să primească această numire deoarece la intrarea în rândul clericilor făcuse votul de a nu accepta niciodată demnități ecleziastice. O primește totuși, făcând observația că „nimic nu se va schimba în felul meu de viață, va fi doar o panglică îngustă adăugată la reverendă.”
La 3 august 1939 se întoarce în România unde îl surprinde cel de-al Doilea Război Mondial. Refuză să părăsească România pentru a fi alături de săraci și bolnavi, să-i poată ajuta și încuraja, rămânând pentru același motiv în București când vor începe bombardamentele aliate.
După venirea la putere a comuniștilor refuză de asemenea să plece cu trenul regal pentru aceleași motive. Este arestat la 18 noiembrie 1952 sub acuzația de „înaltă trădare” și întemnițat la Jilava unde este amenințat, bătut până la sânge, torturat. Un an mai târziu are loc procesul, iar în 16 mai 1954 trece la cele veșnice din cauza tratamentului bestial la care a fost supus.
A fost „preot, confesor, director spiritual, conferențiar, om de știință, diplomat, activitatea lui desfășurându-se în toate mediile, de la capete încoronate, șefi de state, politicieni, filozofi, artiști, scriitori, teologi.
A fost un promotor în multe domenii, activitatea sa a depășind granițele confesionale și spiritul timpului, fiind un adevărat precursor al ecumenismului.

## Educație
- 1878-1893 – școala din Toulouse (Franța)
- 1893-1895 – urmează la Paris Facultatea de Științe Politice; frecventează, de asemenea cursuri de: medicină, botanică, artă, litere, filozofie, istorie și drept; se îmbolnăvește și se întoarce în România, unde timp de doi ani (1895-1898) își va continua studiile în mod privat
- 1898-1905 – urmează Facultatea de filosofie-teologie a dominicanilor în Roma (Angelicum) și obține licența în filozofie și doctoratul în teologie
- 1904-1906 – la Salonic continuă cu studii de filosofie și teologie

## Scrieri
Deși avea o cultură deosebită și capacități de excepție, a evitat să producă scrieri personale. A scris forțat de împrejurări și de necesități. A făcut muncă de cercetare în arhivele Vaticanului, publicând o parte din aceste rezultate în „Revue Catolique”.
A scris articole de revistă în „Convorbiri Literare”, „La Revue Hebdomadaire”, „Les Études”, „Le Correspondant”, „La Revue des Jeunes”, „La Documentation Catholique”.
Avea obiceiul de a nota pe bucăți de hârtie scurte concluzii ale meditațiilor personale; au fost publicate ulterior în diverse ediții sub numele de „Pensées pour la suite des jours”. 
Ni s-au transmis câteva omilii, articole, conferințe și publicații.

### Scrieri publicate în limba franceză

Statuia Fericitului Vladimir Ghika - "Sacré Coeur" din București

- Statuia Fericitului Vladimir Ghika -  "Sacré Coeur" din BucureștiMéditation de l'Heure Sainte, prima ediție, 1912
- Pensées pour la suite des jours, prima ediție, 1923
- Les intermedes de Talloires, 1924
- La Messe byzantine dite de St-Jean Chrysostome, 1924
- La visite des pauvres, prima ediție, 1923
- Roseau d'Or (Chroniques - al VIII-lea volum), colecție de gânduri (de tipul Pensées pour la suite des jours), 1928
- La Sainte Vierge et le Saint Sacrement, 1929
- Vigile (caietul IV), colecție de gânduri (de tipul Pensées pour la suite des jours), 1930
- La femme adultere, mystere évangélique, pièce de théâtre, 1931
- La souffrance, prima ediție, 1932
- La Liturgie du prochain, prima ediție, 1932
- La Présence de Dieu, prima ediție, 1932
- Derniers témoignages [par] Mgr Vladimir Ghika. Présentés par Yvonne Estienne, 1970, publicație postumă ce culege diferite alte gânduri nepublicate ale monseniorului

### Scrieri publicate în limba română
- Sfânta Fecioară și Sfântul Sacrament. Discursul rostit de mons. Ghika în noiembrie 1928 la deschiderea Congresului Euharistic de la Sidney, Australia (traducere)
- Femeia adulteră. Mister evanghelic cuprinzând un prolog, un act, un epilog. Piesă teatrală (traducere de Al. Lascarov-Moldovan în 1938.)
- Gânduri pentru zilele ce vin (traducere de Doina Cornea), Editura Dacia, Cluj, 1995, ISBN 973-35-0486-6.
- Convorbiri spirituale, traducere de Gheorghe Lascu și Viorica Lascu, Editura Dacia, Cluj-Napoca, 1995, ISBN 973-35-0486-6
- Interludiile din Talloires (traducere)
- Ultimele mărturii, Vladimir Ghika; prefață de Yvonne Estienne (traducere de Doina Cornea), Editura Dacia, Cluj, 1997
- Fragmente postume. Texte inedite din arhiva Institutului „Vladimir Ghika” (traducere de Doina Cornea după documente nepublicate), Editura Dacia, Cluj, 2003, ISBN 973-35-1696-1.

## Beatificare
Monseniorul Vladimir Ghica a fost propus spre beatificare. Propunerea, pornită din partea Arhidiecezei București, se întemeiază pe un dosar ce cuprinde biografia acestuia, urmând a fi examinat de Congregația pentru Cauza Sfinților de la Vatican.
Miercuri, 27 martie 2013, papa Francisc a semnat decretul prin care Biserica recunoaște „martiriul slujitorului lui Dumnezeu Vladimir Ghika, preot diecezan [...] ucis din ură față de credință [...], la 16 mai 1954”. Miercuri, 8 mai 2013, s-a anunțat că Monseniorul Vladimir Ghika va fi beatificat sâmbătă, 31 august 2013, în cadrul unei Sfinte Liturghii solemne, ce va fi săvârșită la Romexpo, de la ora 11. Sfânta Liturghie va fi prezidată de Eminența Sa Cardinalul Angelo Amato, Prefectul Congregației pentru Cauzele Sfinților. 
Monseniorul Vladimir Ghika a fost beatificat sâmbătă, 31 august 2013., la Romexpo, Sfânta Liturghie fiind prezidată de Eminența Sa Cardinalul Angelo Amato, Prefectul Congregației pentru Cauzele Sfinților. Circa 10.000 de credincioși au participat la Sfânta Liturghie solemnă a beatificării monseniorului Vladimir Ghika, celebrată la București, în Pavilionul Central al Romexpo. 

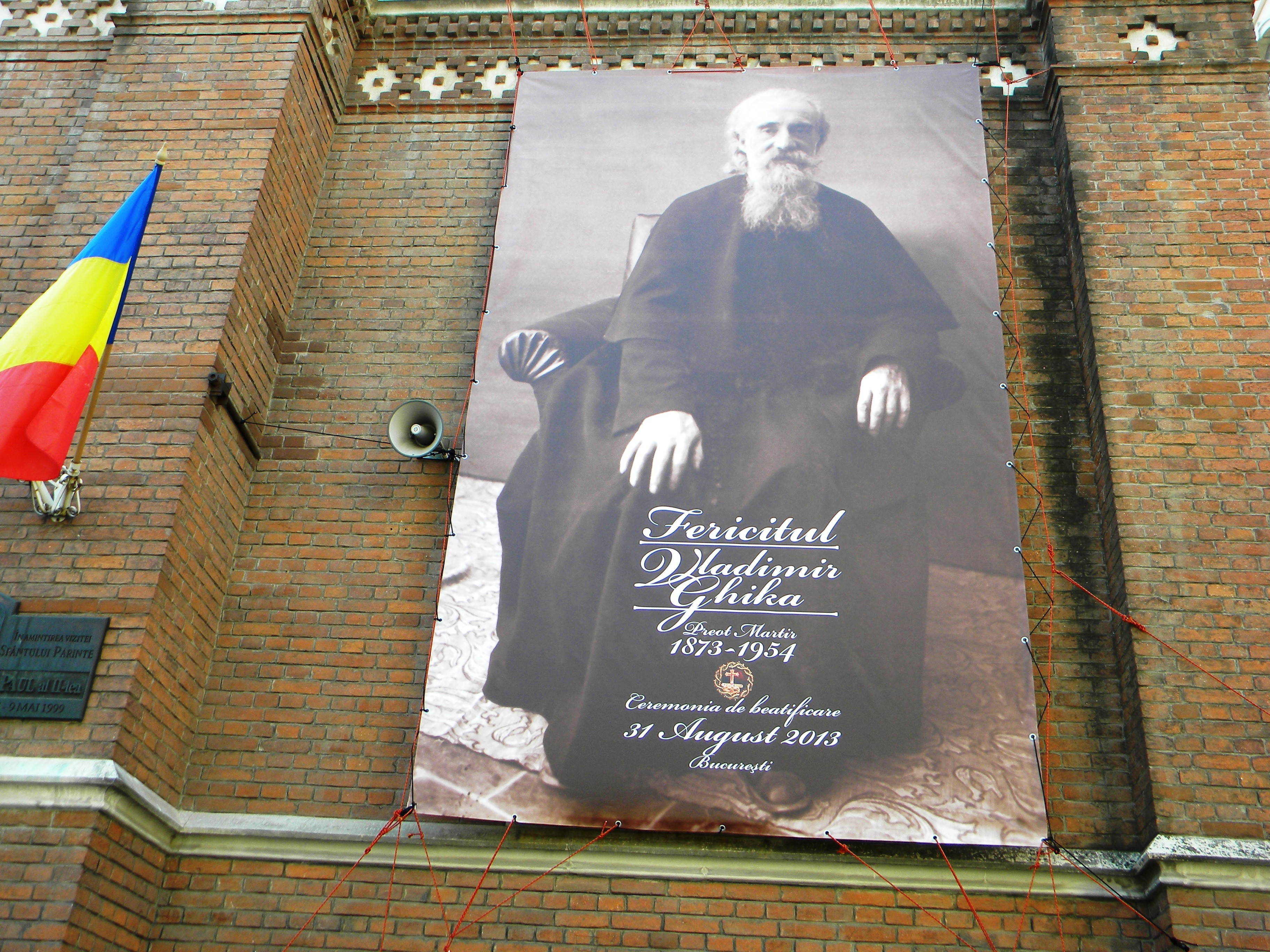
Fericitul Vladimir Ghika

După beatificare, comemorarea sa liturgică va fi la 16 mai, data martirajului său.

## In memoriam
- În anul 2004 în Piața Monseniorul Vladimir Ghika, aflată în București, Sectorul 1, la intersecția străzilor Gheorghe Demetriade și Emil Pangratti a fost instalată Statuia monseniorului Vladimir Ghika, operă turnată în bronz a sculptorului Gheorghe D. Anghel.

- După încheierea restaurării Catedralei Notre-Dame din Paris, cu ocazia redeschiderii și sfințirii lăcașului restaurat, în 8 decembrie 2024, Arhiepiscopul Parisului a puns în masa altarului moaștele a cinci sfinți: Fericitul Vladimir Ghika, Sfânta Madeleine-Sophie Barat, Sfânta Marie-Eugénie Milleret, Sfânta Catherine Labouré și Sfântul Charles de Foucauld, personalități ale Bisericii care au marcat viața diecezei de Paris.[17]

### Filatelie
- Rompresfilatelia a anunțat introducerea în circulație a unei emisiuni de mărci poștale omagiale, cu ocazia împlinirii a cinci ani de la beatificarea monseniorului Vladimir Ghika. Emisiunea este formată dintr-o marcă poștală cu valoarea nominală de 5 lei, care este dispusă în blocuri de câte opt astfel mărci poștale și o vinietă centrală, precum și dintr-o coliță cu valoarea nominală de 28,50 lei. Emisiunea este completată cu un plic „prima zi” a emisiunii, obliterat cu ștampila „prima zi” și numerotat.[18]

### Biografii
- Vladimir Ghika. Profesor de speranță, Francisca Băltăceanu, Andrei Brezianu, Monica Broșteanu, Emanuel Cosmovici, Luc Verly, prefață de IPS Ioan Robu, Editura ARCB, București 2013. ISBN 978-973-1891-80-4
- Vladimir Ghika, professeur d'espérance, Francesca Baltaceanu et Monica Brosteanu, préface de Mgr Philippe Brizard, Cerf, 2013
- Vladimir Ghika. Prințul cerșetor de iubire pentru Cristos, Anca Mărtinaș, Editrice Velar, Editura ARCB, București 2013.
- Vladimir Ghika. Il principe mendicante di amore per Cristo, Anca Mărtinaș, Editrice Velar, Editrice ELLEDICI, Gorle, 2013.
- Monseniorul: amintiri și documente din viața Monseniorului Ghika în România, Horia Cosmovici, Editura Galaxia Gutenberg, Târgu Lăpuș, 2011.
- Mgr Vladimir Ghika. Prince, prêtre et martyr, Charles Molette, AED, Paris, 2007.
- Vladimir Ghika. L'Angelo della Romania, in Il nono libro dei Ritratti di santi', Antonio Maria Sicari o.c.d., Jaka Book, 2006.
- Monseniorul: amintiri din viața de apostolat, Horia Cosmovici, Editura MC, București, 1996. (integral online pe acest site)
- Principe, sacerdore e martire. Vladimir Ghika, Jean Daujat, Edizioni Messaggero di Padova, Padova, 1996.
- Prince et martyr, l’apôtre du Danube, Mgr Vladimir Ghika, Hélène Danubia, Pierre Tequi, Paris, 1993.
- La memoire des silence, Vladimir Ghika 1873-1954, Élisabeth de Miribel, Librarie Artème Fayard, 1987.
- Une flamme dans le vitrail. Souvenirs sur Mgr. Ghika, Yvonne Estienne, Editions Du Chalet, Lyon,1963.
- Vladimir Ghika, Prince et Berger, Susane-Marie Durand, Castermann, 1962.
- Une âme de feu, monseigneur Vladimir Ghika, Michel de Galzain, Éditions Beauchesne, 1961.
- L’apôtre du XX-em siècle, Vladimir Ghika, Jean Daujat, La Palatine-Plon, 1956.
- Les Convertis du 20e siècle - Du Palais à l'autel et à la geôle. Le Prince Vladimir Ghika, de Pierre Gherman, Bruxelles, 1954.
- Monseniorul Vladimir Ghika - Schiță de portret european, de Ștefan J. Fay, Continent 2006.
- Monseniorul Ghika apostol și martir, de Ștefan Nicolae, cu o postfață a editorului, Crater, București, 1991 ISBN 973-9029-03-5

### Studii
- „Rugați-vă toți pentru mine...” Monseniorul Vladimir Ghika și martiriul său, Florina-Aida Bătrînu, ARCB, București, 2013.
- O lumină în întuneric: Monseniorul Vladimir Ghika, Mihaela Vasiliu, ARCB, București, 2012.
- Une lumière dans les ténébres. Mgr Vladimir Ghika, Mihaela Vasiliu, Cerf, Paris, 2011.
- Mgr Vladimir Ghika apôtre et martyr. Actes du colloque à la mémoire de Mgr Vladimir Ghika. Octobre 2010, Paris, ABMVG, Paris 2011.
- A trăit și a murit ca un sfânt! Mons. Vladimir Ghika 1873-1954, editura Ioan Ciobanu, ARCB, București, 2003.